# Fernando Villalpando Ávila
Fernando Villalpando Ávila (30 de mayo de 1844, Zacatecas, Zacatecas - 21 de diciembre de 1902, ibídem) fue un concertista de al menos 3 instrumentos, fundador de las orquestas de Zacatecas y Aguascalientes, editor de una publicación musical, director musical de orquestas y bandas sinfónicas y compositor de música clásica de unas decenas de piezas musicales, que algunas trascendieron hasta Europa.

## Primeros Años
Hijo del zacatecano Ignacio Villalpando y Victoria Ávila. Fue un niño que desde los primeros años mostró inclinación hacia la música; a los 11 once años ingresó a la Banda de Música del 2° Batallón de Zacatecas, bajo órdenes del General Jesús González Ortega, siendo dirigida por el maestro Juan Nepomuceno Rosales, que le asignó por instrumento el corno francés. Después aprendió clarinete y de mayor edad como ejecutante del violín.

## Carrera Musical
Fue violín concertista en la Ópera Mexicana en 1867 bajo la batuta de Miguel Meneses. Fue director de la banda municipal de Zacatecas y posteriormente de la Orquesta del Instituto de Ciencias de Zacatecas en 1873. 
Formó en 1880 de una orquesta con la cual adquirió fama como las mejores del país, ya que hizo fama por la que podían llegar a Zacatecas compañías notables, pues ahí estaba una buena orquesta con su compositor. En 1883 dirigió las 23 representaciones de la ópera en Zacatecas, donde actuaba la diva Ángela Peralta, misma que tuvo un disgusto y ante el abandono de su papel, el director musical Francisco Roso, del 8 de mayo al 25 de junio.
Fue cofundador de la academia de Música Zacatecana en 1879 junto con Jesús Alejandri. 
Por cuestiones políticas se auto desterró en 1886, al vecino estado de Aguascalientes donde organizó la Banda del Estado de Aguascalientes en 1887 y fue director de la Academia de Música de Aguascalientes desde 1887 hasta 1991. En esa temporada fue contratado con la Banda que tenía bajo su dirección para  un ciclo de conciertos en el Estado de Texas, en Estados Unidos, viaje donde logró honores y aplausos, ya que compuso para ello, una obra a la que tituló “Salutación Americana”.  
Poco después, Fernando fue invitado por el Gobierno del Estado de Zacatecas, para que volviera a su querido estado y a establecerse de nuevo asunto que aceptó regresando en abril de 1891.
En el invierno de 1891, Villalpando perdió contra su amigo y pariente, el compositor Genaro Codina, un reto que se pusieron para componer una marcha donde sus amigos y parientes serían los jueces. Ambos después de un tiempo, ejecutaron las obras ante su selecto público quienes dieron como ganador a Codina con "Marcha Zacatecas", la cual Codina compuso en el arpa, pero una vez aceptada la derrota, Villalpando tomo la obra musical mejorando los arreglos, y para el debut en público, cuando se la presentó a Codina, el mismo se quedó asombrado por tan bella musicalización, ya que Codina no tuvo estudios académicos musicales.
En 1892, puso empeño en editar una publicación musical, donde se dieran a luz piezas para canto, para piano, para orquesta, para banda y combinaciones de instrumentos, misma que nombró la “Lira Zacatecana” para lo cual estableció un taller completo de litografía en su casa.
Villalpando cultivó todos o casi todos los ramos de la música, distinguiéndose en la composición y en la instrumentación, al grado que la casa Wagner y Levien, de México, hizo contrato con él para la instrumentación de las piezas que publicaba, siendo muy digno de notarse que la citada casa diera la preferencia para que esta clase de trabajos a un maestro residente fuera de México, más bien que a uno de allí.
La composición más notable, misma que compuso en unas cuantas horas, ante la llegada de los restos del General al que le compuso la “Marcha fúnebre González Ortega”, que fue ejecutada en el funeral (1885) del americano ganador de la guerra de secesión, Gral. Ulyses Grant, del escritor francés Víctor Hugo (1885), del primer jefe del estado de Alemania Unida, Guillermo I de Alemania (1888),del expresidente mexicano Sebastián Lerdo de Tejada (1889), del ingeniero francés y uno de los padres de la termodinámica, Nicolás Léonard Sadi Carnot (1894), del zar Alejandro III de Rusia, del escritor (1894), militar y político mexicano Vicente Riva Palacio (1896), el compositor austríaco (1896), Ernst Toch (1964), y en el del autor del mismo Fernando Villalpando en 1902 y en otras ocasiones solemnes.

## Vida privada
En 1867, a los 23 años de edad, contrajo su primer matrimonio con la señorita Brígida González, habiendo durado diez años de casados y su esposa murió. En 1878, celebró segundas nupcias con la señorita Josefa González, hermana de su primera esposa, y originaria de San Nicolás de Quijas del Municipio de Pinos, Zacatecas, donde el señor don Doroteo González, su padre había sido administrador. 
El año de 1944, un grupo de ciudadanos ilustres de Zacatecas, celebró el centenario del natalicio de don Fernando Villalpando. Cuando falleció le fue tocada en su funeral, la marcha fúnebre de su autoría, por quienes habían estado bajo su dirección musical en la orquesta.

## OBRA
Algunas composiciones del autor zacatecano son:
Marchas: "Marcha Fúnebre González Ortega" (1881)Marcha García de la Cadena, Marcha Aréchiga. (1883), Batallón González Ortega (1895), Marcha Porfirio Díaz,
Danzas: “A Luz”, “Un Recuerdo a Tiburón”, “No me Olvides”, “Las Golondrinas”, “Un Beso”
Mazurkas: “María y Ángela”, “Amor de Niño”, “Ausencia”.
Schotiach: "Primer Tren", "La Jamaica", "El Geranio".
Bolero: "Fiesta Tapatía".
Polka: “Carboneras”.
Misas: "Misa solemne" y el Himno para ceremonia religiosa: “Texulla Regis”, que compuso para la ceremonia de la Seña que se celebra en la Catedral de Zacatecas.
Oberturas: “México”. Dedicada a don Porfirio Díaz, para grande orquesta, es la obra más acabada y esmerada. “Salutación Americana” (1892), fue catalogada por el periódico “The Two Republics”, que se publicaba en la Ciudad de México, como una de las más bellas composiciones escritas en el Continente.
Otras: “Lazos de amor”, Luz y sombra”, “Fiesta tapatía”, “Patria”, “Las mariposas”, “El trabajo”, “Mi dulce hogar”, “La lectura”, “Un beso a mi madre”, “El niño jugando”, “Mi nacimiento”, “El recreo”, “Las vacaciones” y “La tarde de febrero”